# Боцманів
Бо́цманів —  село в Україні, у Кролевецькій міській громаді Конотопського району Сумської області. Населення становить 22 осіб. До 2017 орган місцевого самоврядування — Реутинська сільська рада.

## Географія

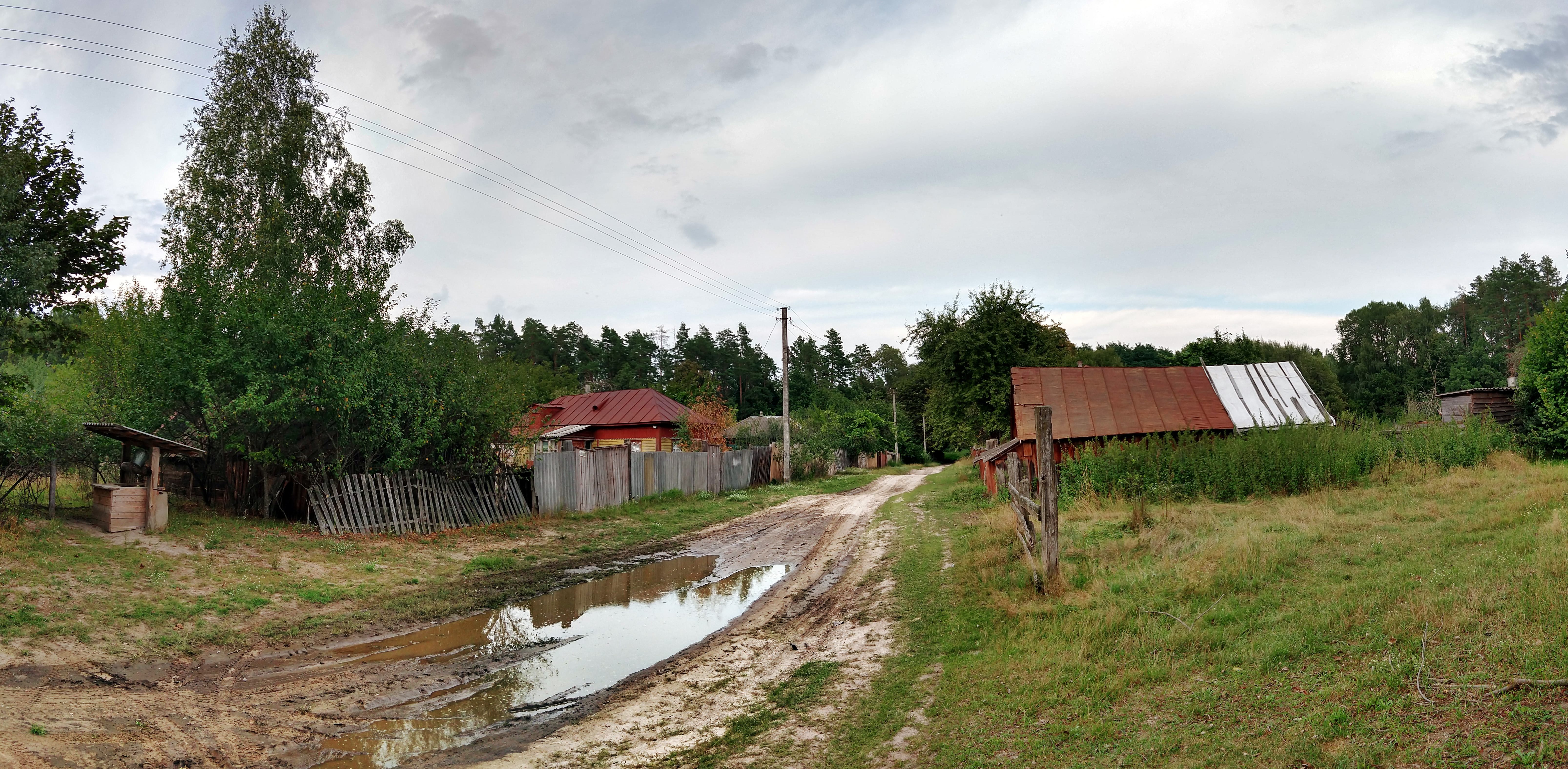
Село Боцманів на в'їзді від Кролевця (східна вулиця)

Село Боцманів знаходиться за 3 км від міста Кролевець, біля витоків річок Коропець та Рудка. Село оточене лісовим масивом.

## Символіка
На гербі зображена місцева пам'ятка природи - «Дуб-орел», яку перетинає якір, що відображає назву села (герб є напівпромовистим).

## Пам'ятки природи
- «Андріївський» — ботанічний заказник місцевого значення. Розміщується неподалік від с. Боцманів. Займає площу 37 га в Хрещатинському лісництві Кролевецького держлісгоспу. В цілому в заказнику переважає лісова рослинність, представлена дубово-сосновими та дубовими лісами.
- У лісовому масиві неподалік села знаходиться ботанічна пам’ятка природи місцевого значення «Дуб-орел» — дерево дуб, з унікальними параметрами по висоті та ширині крони 26×21 м. Обіймище на висоті грудей 555 см, що становить діаметр 177 см, висота близько 30 м. Орієнтовний вік — 450—500 років.

## Історія
12 червня 2020 року, відповідно до розпорядження Кабінету Міністрів України № 723-р «Про визначення адміністративних центрів та затвердження територій територіальних громад Сумської області», село увійшло до складу Кролевецької міської громади.
19 липня 2020 року, в результаті адміністративно-територіальної реформи та ліквідації Кролевецького району, увійшло до складу новоутвореного Конотопського району.